# محاسبه اندازه دانه در متالوگرافی
محاسبه اندازه دانه در ریزساختارها زیرمجموعه متالوگرافی کمی محسوب می‌شود. در متالوگرافی وقتی دانه‌ها نمایان می‌شوند یکی از کارهای مهم همین گزارش و محاسبه اندازه دانه است و جزو اهداف متالوگرافی محسوب می‌شود.

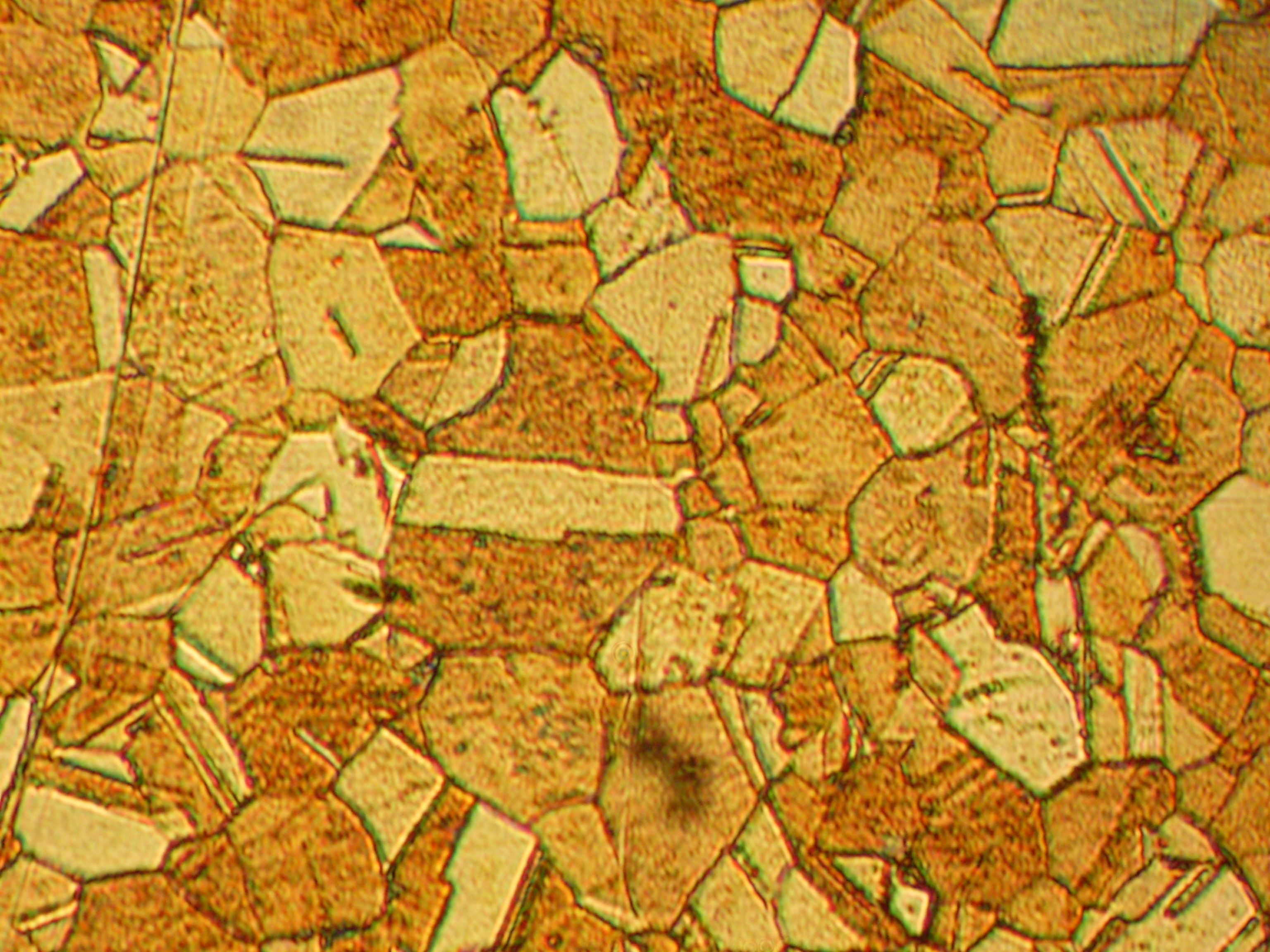

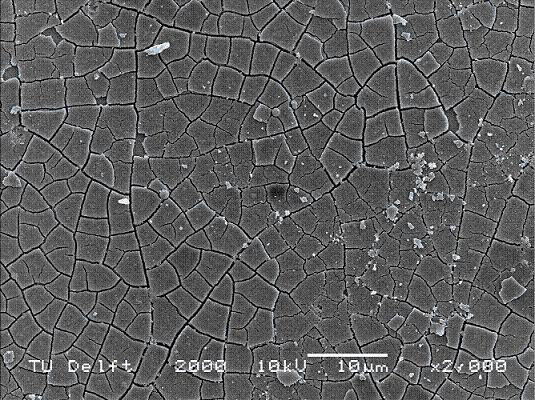

ارگان‌هایی مثل کمیته بین‌المللی ای‌اس‌تی‌ام در حوزه متالوگرافی، روش‌هایی را ابداع کرده‌اند که چگونگی توصیف کمی ریزساختار مثل تعیین اندازه دانه ریزساختارها را شرح می‌دهند.
در ادامه به سه روش اساسی آن که توسط ASTM بیان شده می‌پردازیم.

## روش‌های تعیین اندازه دانه

### ۱- روش رهگیری خطی (روش هین)
این روش یکی از روش‌های ساده اندازه‌گیری دانه محسوب می‌شود. سیستم کار به این صورت است که داخل تصویر ریزساختار خطوط صاف به طول برابر رسم می‌شود. سپس تعداد مرزدانه‌هایی که خطوط از آنها عبور کرده است شمارش می‌شود و میانگین آنها محاسبه می‌شود. طول خطوط صاف هم باتوجه به بزرگنمایی ریزساختار معلوم است. از تقسیم طول خطوط صاف، که باهم برابر هستند، بر میانگین تعداد مرزدانه‌های شمارش شده، اندازه متوسط دانه بدست می‌آید. البته امروزه این کار و محاسبات توسط کامپیوترها انجام می‌شوند.
این روش معمولاً برای دانه‌های که ابعاد یکنواخت ندارد استفاده می‌شود.

### ۲- روش مقایسه
این روش برخلاف روش قبل نیازی به شمارش دانه وجود ندارد و می‌توان گفت ساده‌ترین روش تعیین اندازه دانه است. در این روش تصویر بدست آمده از متالوگرافی را با توجه میزان بزرگنمایی (معمولا بزرگنمایی 100x) ریزساختار با مجموعه‌ای از تصاویر درجه‌بندی‌شده از ۱ تا ۱۰ مقایسه کرده و با روش آزمایش و خطا اندازه دانه تخمین زده می‌شود. فرمول محاسبه به شرح زیر است:
N=2∧(n-1)
که N تعداد دانه‌ها در یک اینچ مربع است (در بزرگنمایی 100x). n نیز عدد اندازه دانه در ASTM است (همان اعداد ۱ تا ۱۰).
البته لازم است ذکر شود که این روش به دلیل وجود خطای انسانی برای تحقیقات دقیق علمی از دقت لازم برخوردار نیست.

### ۳- روش مساحت سنجی (روش جفری)
در این روش یک دایره روی تصویر ریزساختار درنظر گرفته می‌شود که داخل آن باید حداقل ۵۰ دانه قرار داشته باشد. تعداد دانه‌ها برابر است با مجموع دانه‌های داخل دایره و نصف دانه‌هایی که توسط محیط دایره قطع شده است. سپس باتوجه به بزرگنمایی ریزساختار، یک عدد ضریب بزرگنمایی (f) وجود دارد که با ضرب آن در تعداد دانه‌ها، تعداد دانه‌های داخل یک میلی‌متر مربع بدست می‌آید. زمانی که این روش به صورت دستی انجام می‌شود بخاطر شمارش و علامت‌گذاری ۵۰ دانه داخل دایره، طولانی‌تر از روش‌های دیگر است.

## جمع‌بندی
همان‌طور که گفته شد تعیین اندازه دانه جزو اهداف متالوگرافی است که به سه روش اساسی رهگیری خطی، مقایسه و مساحت سنجی انجام می‌شود. البته باید متذکر شد که ساختار مواد از دانه‌های سه بعدی تشکیل شده است و تصویر بدست آمده از متالوگرافی، یک برشی دو بعدی از آن است؛ بنابراین عدد بدست آمده اندازه دقیق و واقعی نیست بلکه تخمینی از اندازه دانه‌ها است.